# Slovenia la Concursul Muzical Eurovision Junior
Slovenia a debutat la Concursul Muzical Eurovision Junior în 2014.

## Participanți

#### Legendă:
Câștigător
     Locul al doilea
     Locul al treilea
     Ultimul loc
| An   | Gazdă | Artist         | Piesă                   | Loc | Puncte |
| ---- | ----- | -------------- | ----------------------- | --- | ------ |
| 2014 | Malta | Ula Ložar      | "Nisi Sam (Your Light)" | 12  | 29     |
| 2015 | Sofia | Lina Kuduzovic | "Prva ljubezen"         | 3   | 112    |